# Burning Heart (Fair Warning)
Burning Heart è il terzo singolo estratto da Rainmaker, secondo album dei Fair Warning.

## Formazione
- Tommy Heart (voce)
- Andy Malecek (chitarra)
- Helge Engelke (chitarra)
- Ule Ritgen (basso)
- C.C.Behrens (batteria)

## Tracce
1. Burning Heart
2. Pictures of Love
3. The Call of the Wild
4. Children's Eyes (Live)
5. Take a Look at the Future
6. Longing for Love